# White Bluffs (Washington)
White Bluffs era una comunidad agrícola no incorporada ubicada en el condado de Benton en el estado estadounidense de Washington.

## Geografía
White Bluffs se encuentra ubicada en las coordenadas 46°39′59″N 119°29′5″O / 46.66639, -119.48472.